# Dochované exempláře tyranosaura

Tyrannosaurus rex – známé exempláře

Dochované exempláře tyranosaura jsou známé ve více než 50 případech, z nichž mnohé představují pouze několik izolovaných kosterních fragmentů, ale některé jsou zachované kompletněji.
Dravý teropodní dinosaurus druhu Tyrannosaurus rex patří k nejznámějším pravěkým živočichům vůbec. Nejkompletněji zachované exempláře proto patří mezi proslulé zkameněliny a dostává se jim značné popularity. Obvykle jsou kompletní minimálně z 50 % (podle počtu kostí) a mají své vlastní přezdívky. Drtivá většina exemplářů tyranosaura byla objevena až od 80. let 20. století, ačkoliv první exempláře byly známé již na konci 19. století. Formálně byl druh T. rex popsán roku 1905 Henrym Fairfieldem Osbornem.
Exempláře druhu T. rex bývají vysoce ceněny a mnohé se staly předmětem obchodování na černých trzích nebo předmětem soudních sporů, přičemž nejznámějším příkladem je obří exemplář „Sue“ z Jižní Dakoty.
Podle mírně kontroverzní studie, publikované předběžně v březnu roku 2022, neexistoval pouze druh T. rex, ale také dva další samostatné druhy rodu Tyrannosaurus, a to druhy, T. imperator (např. exemplář „Sue“) a T. regina (např. exemplář „Wankel Rex“).

## AMNH 5027

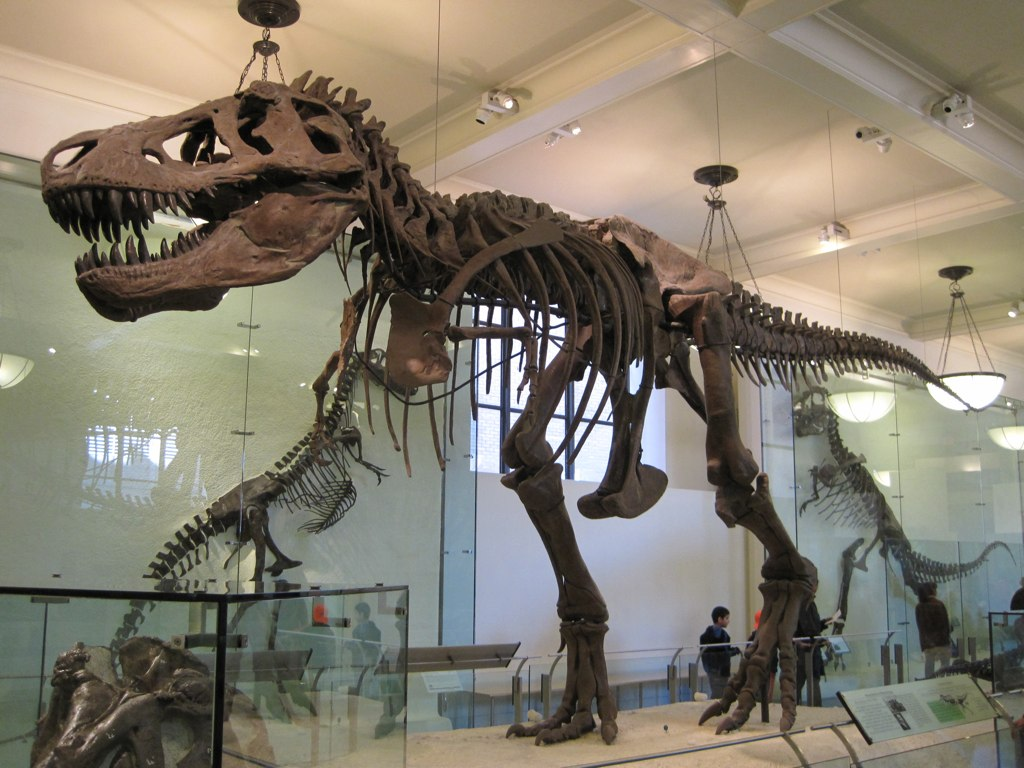
Exemplář AMNH 5027

Exemplář označovaný jako AMNH 5027 z Amerického přírodovědného muzea v New Yorku je nejčastěji zobrazovanou kostrou tyranosaura v dějinách. Byl objeven na území východní Montany Barnumen Brownem v roce 1908 a v roce 1915 byl vystaven v trvalé expozici muzea. V roce 1992 došlo k rekonstrukci exponátu do moderní anatomické pozice. V současnosti stále tvoří jakýsi zlatý hřeb výstavního sálu plazopánvých dinosaurů. Lebka zobrazená v logu Jurského parku a filmových pokračováních tohoto snímku je odvozena právě od tohoto exponátu.

## Sue

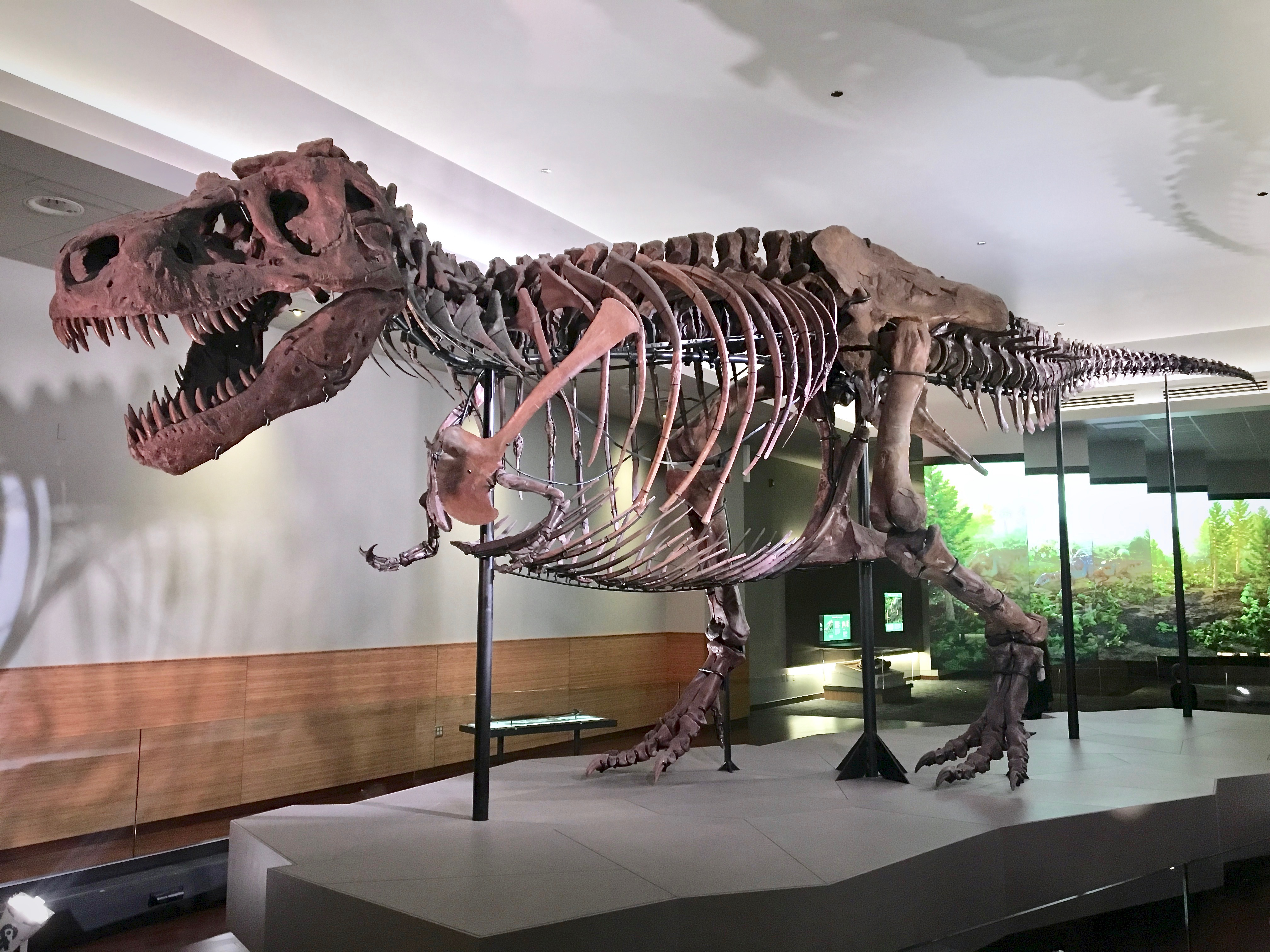
Exponát „Sue“ po rekonstrukci na konci roku 2018

Sue („Zuzka“) je obří a nejkompletněji zachovaný exemplář tyranosaura na světě. Byl objeven na území Jižní Dakoty v roce 1990. Je kompletní až z 85 %. Celková délka tohoto dinosaura činila asi 12,3 metru, výška ve hřbetu 3,7 metru a hmotnost kolem 8400 kg. Jen lebka je dlouhá až 152 cm a nejdelší zuby dosahují i s kořeny délky přes 30 cm. V roce 1997 byla fosilie Sue vydražena za 8,36 milionu dolarů, což z ní činí nejdražší fosili v historii. Detailní výzkum paleopatologií na levé lýtkové kosti a dvou ocasních obratlích Sue prokázal, že tento jedinec za svého života trpěl osteomyelitidou (zánětem kostní dřeně).

## Stan

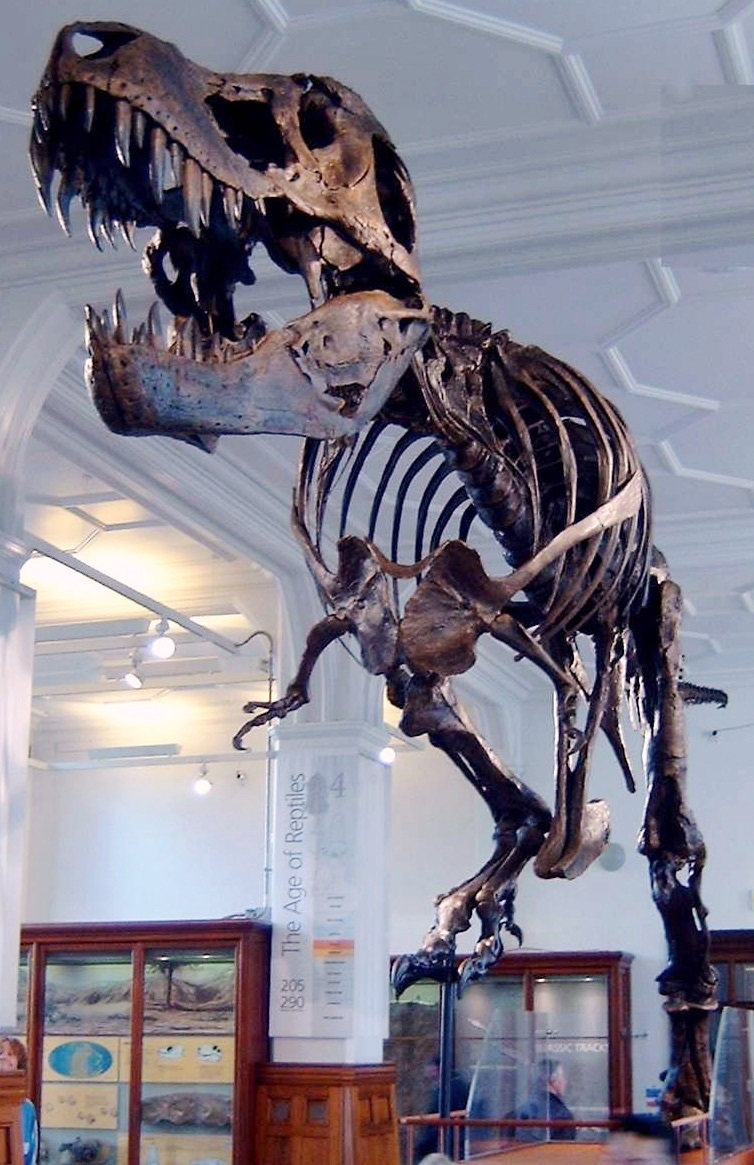
Exemplář „Stan“ v muzeu v Manchesteru

Stan byl objeven v roce 1987 na území Jižní Dakoty amatérským hledačem zkamenělin Stevem Sacrisonem. Vykopán byl roku 1992 a od té doby jsou repliky jeho fosilií instalovány v mnoha muzeích po celém světě. V současnosti je jich již kolem šedesáti. Stan je kompletní asi ze 60 % (objeveno celkem 199 fosilních kostí) a jeho délka činila asi 10,9 až 11,8 metru. Lebka je dlouhá asi 140 centimetrů a síla jeho čelistního stisku byla odhadnuta asi na 60 000 newtonů.
Původní kostra byla v říjnu roku 2020 při aukci prodána za rekordní sumu 31,8 milionu dolarů. V březnu 2022 bylo zjištěno, že kostra byla pravděpodobně zakoupena pro nové „dinosauří“ muzeum v Abú Dhabí (Spojené arabské emiráty).

## Trix

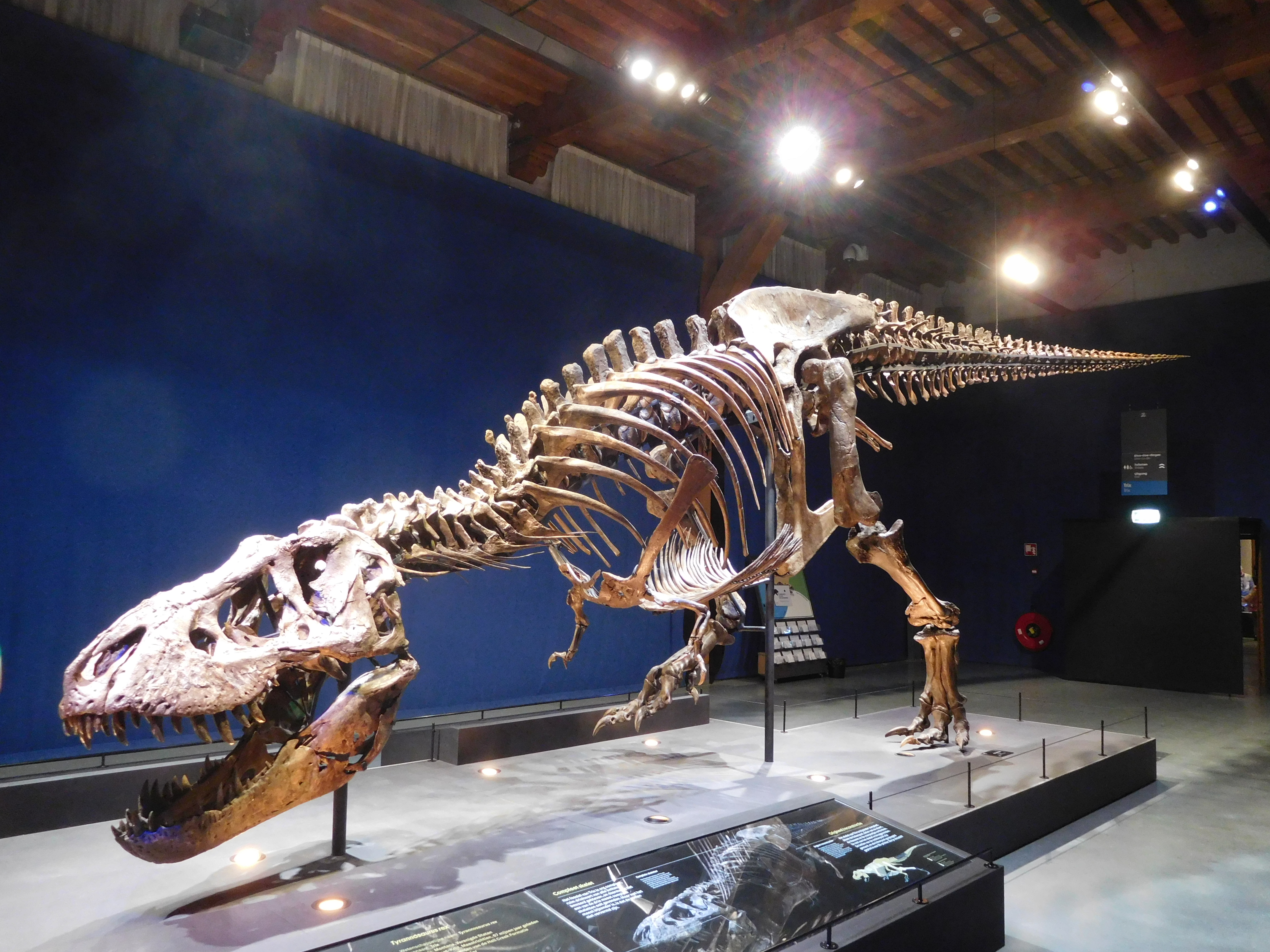
Exemplář „Trix“ v expozici muzea v Leidenu

Trix (pojmenovaný podle královny Beatrix Nizozemské) byl objeven roku 2013 ve východní Montaně a později jej zakoupilo muzeum Naturalis v holandském Leidenu. V letech 2017 až 2019 byl tento exemplář na putovní výstavě po Evropě. Jednalo se o dospělého jedince, který zřejmě přesáhl věk 30 let a je tak nejstarším známým jedincem tyranosaura vůbec. Kompletní je asi ze 75 %, což z něj činí jednoho z nejkompletnějších známých fosilních jedinců tyranosaura vůbec.

## Jane

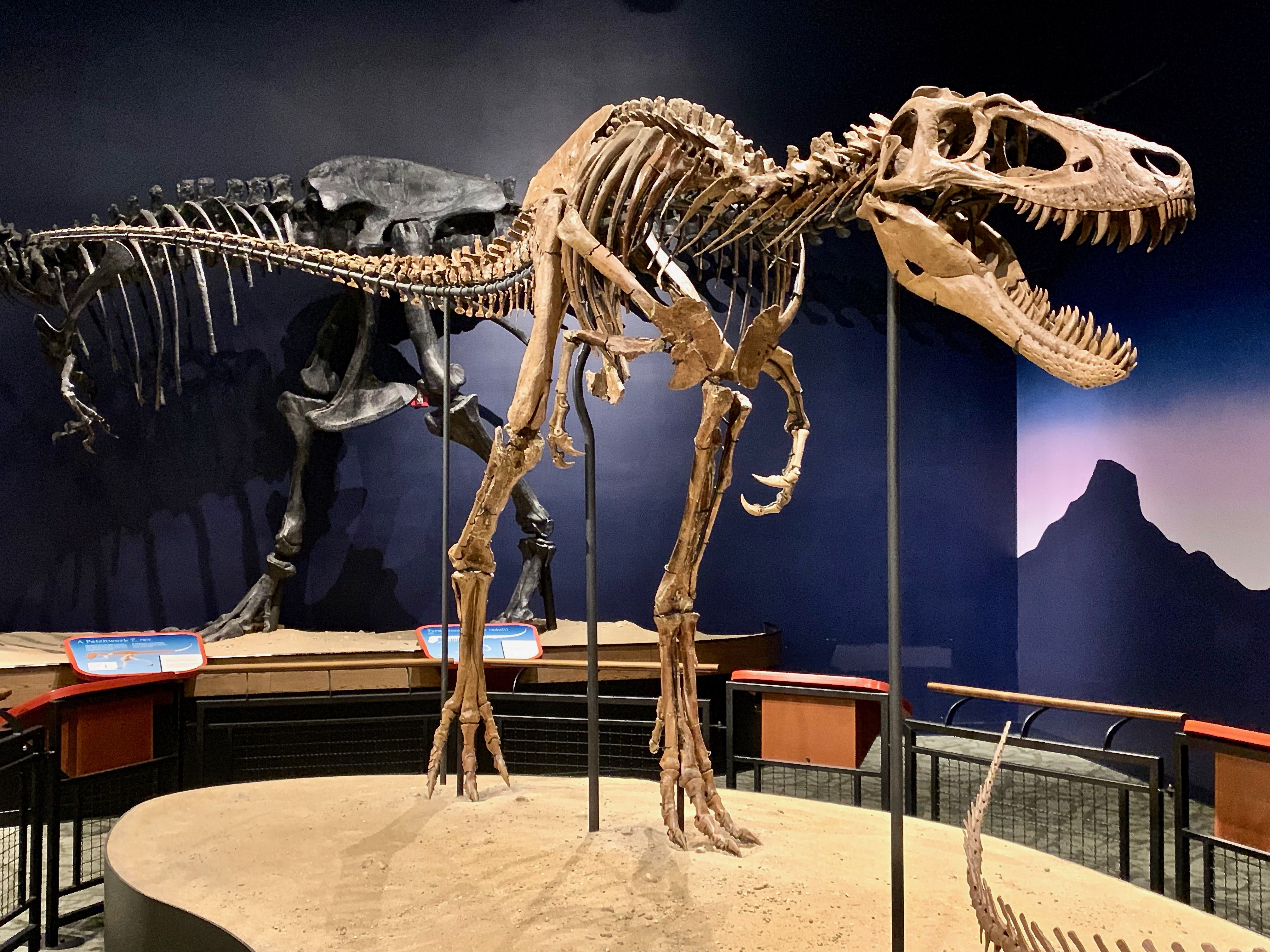
Exemplář „Jane“, představující odrostlé mládě druhu T. rex

Exemplář Jane byl objeven roku 2001 v sedimentech souvrství Hell Creek ve východní Montaně. Jedná se o mládě tyranosaura, které podle odhadů zahynulo ve věku asi 11 let. Délka tohoto jedince činí zhruba 6,5 metru a jeho hmotnost je odhadována přibližně na 600 až 1000 kilogramů. Podle některých badatelů by se ve skutečnosti mohlo jednat o dospělého zástupce pochybného druhu Nanotyrannus lancensis, většinový názor však v Jane spatřuje pouze nádherný a výborně zachovaný exemplář odrostlého mláděte druhu T. rex.

## Scotty

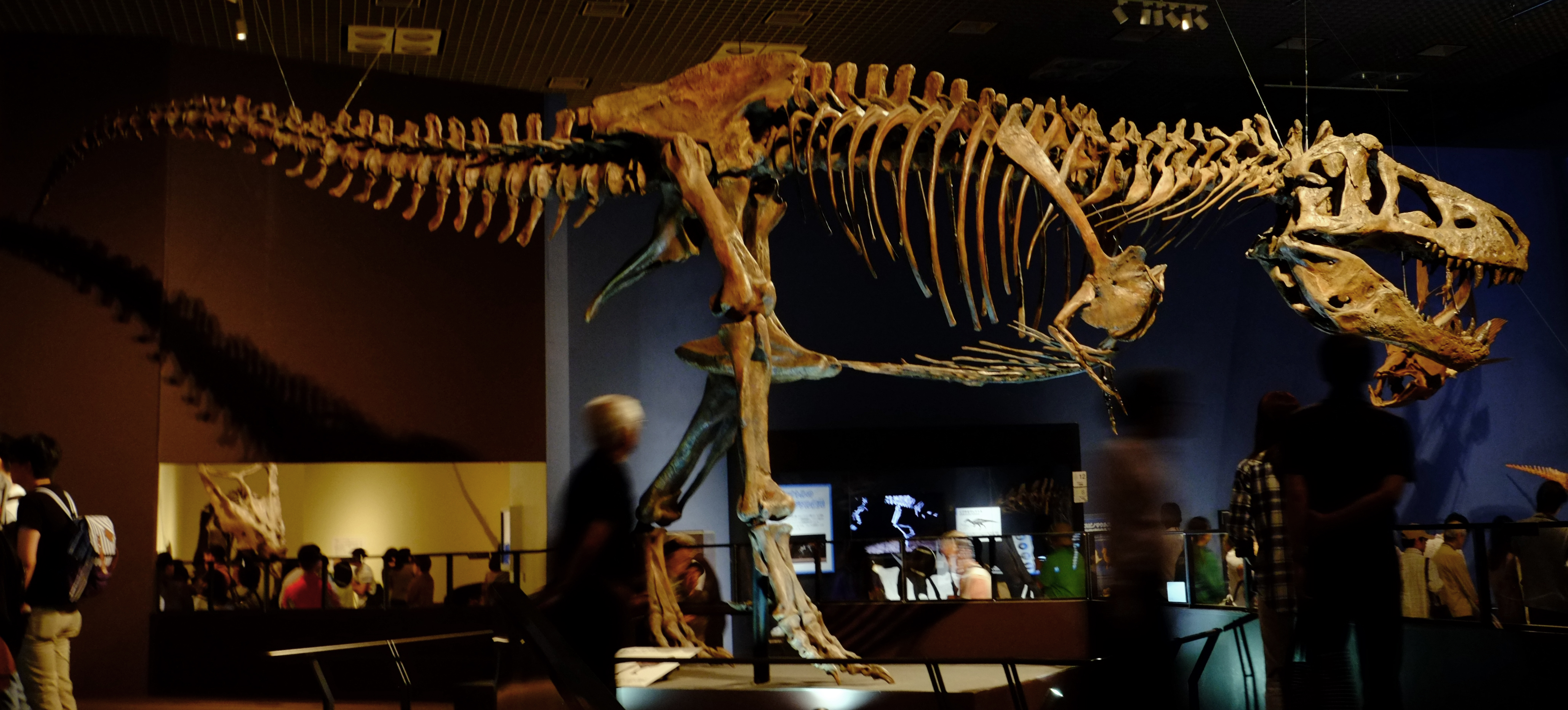
Exemplář „Scotty“ na výstavě v Japonsku

Exemplář, známý jako Scotty, byl objeven v sedimentech geologického souvrství Frenchman na území kanadské provincie Saskatchewan v roce 1991, jeho kompletní preparace však byla dokončena až v roce 2019. Teprve tehdy se ukázalo, že se nejspíš jednalo o jednoho z největších a nejmohutnějších jedinců druhu T. rex v historii. Na základě obvodu stehenní kosti vědci odhadli, že hmotnost tohoto 13 metrů dlouhého jedince činila asi 8870 kg, což je zhruba o 400 kg více než u známější Sue.

## B-rex
Tento jedinec byl objeven v roce 2000 ve východní Montaně u přehradní nádrže Fort Peck. Jde patrně o jeden z nejstarších známých exemplářů tohoto druhu, se stářím kolem 68 milionů let. Kostra je kompletní z 37 % (asi 111 kostí), jedná se o menší (délka necelých 11 metrů), ale již dospělý exemplář, který zahynul ve věku 16 až 20 let. Přítomnost tzv. medulární kosti svědčí o tom, že se jednalo o gravidní samici, která by zanedlouho kladla vejce. Pozoruhodný je ale zejména objev tzv. měkkých tkání a původních organických biomolekul ve fosilních kostech tohoto tyranosaura, který podporují i novější vědecké výzkumy.